# 남만동구족

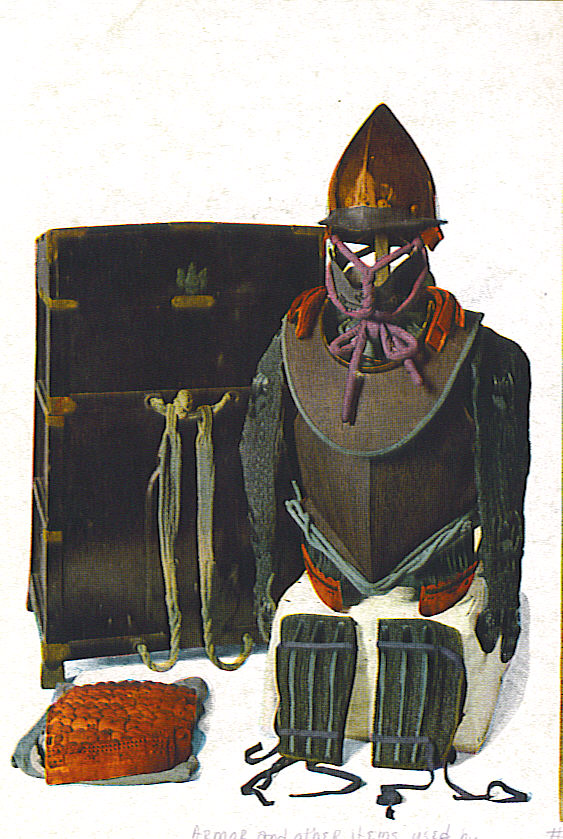
도쿠가와 이에야스의 남만동구족.

남만동구족(일본어: 南蛮胴具足 난반도우구소쿠[*])은 16 ~ 17세기 일본의 갑옷인 당세구족의 일종으로, 유럽의 판금갑을 일본식으로 개조하여 만든 갑옷과 그 갑옷들을 카피한 갑옷들을 가리킨다. 판금갑처럼 흉부가 앞으로 날카롭게 튀어나와 있으며, 이는 총탄의 방어에 유리한 성격을 갖는다.
윌리엄 애덤스가 일본에 표착했을 때 그의 배에 실려 있던 해병대용 판금갑을 도쿠가와 이에야스가 손에 넣어 개조한 것이 유명하다. 애덤스 외에도 여러 방식으로 서양인들과 접촉이 이루어졌을 것이다. 남만동구족의 이름에서 "남만동"은 서양식 몸통이라는 뜻으로, 말 그대로 몸통만 서양식이고 팔다리는 일본 갑옷의 형식을 계승했다. 이렇게 된 이유는 일본인들이 접하게 된 서양 갑옷은 해병대원들의 것으로서 해상 전투에 알맞기 위해 팔다리를 생략한 것이었기 때문이다.
도쿠가와 이에야스는 남만동구족을 애용했을 뿐 아니라 신하들에게도 나누어 주었다. 구로다 나가마사도 유명한 남만동구족 사용자이다.

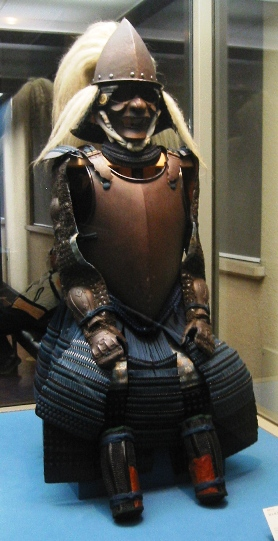
사카키바라 야스마사의 남만동구족.
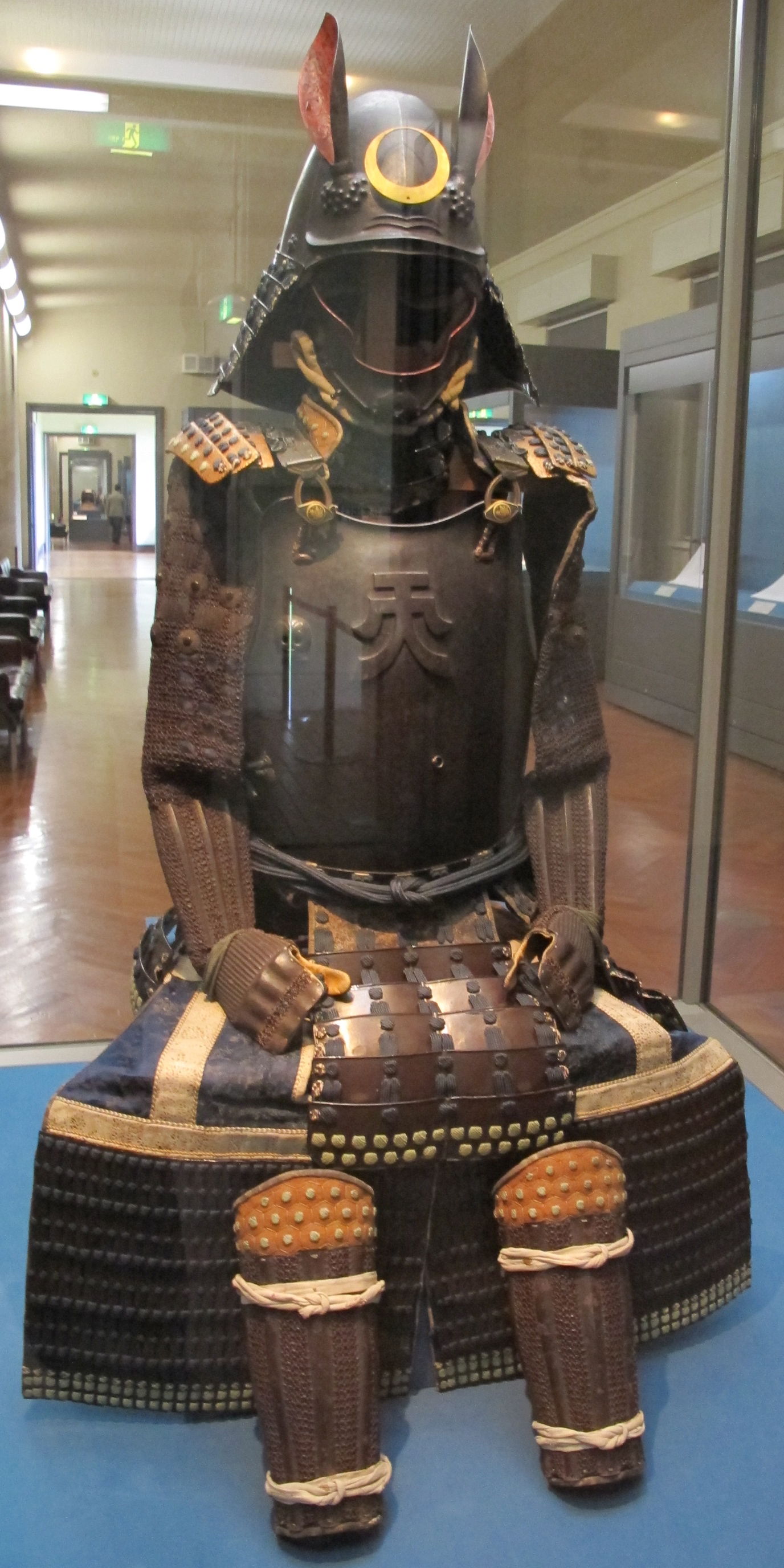
아케치 히데미쓰의 남만동구족.
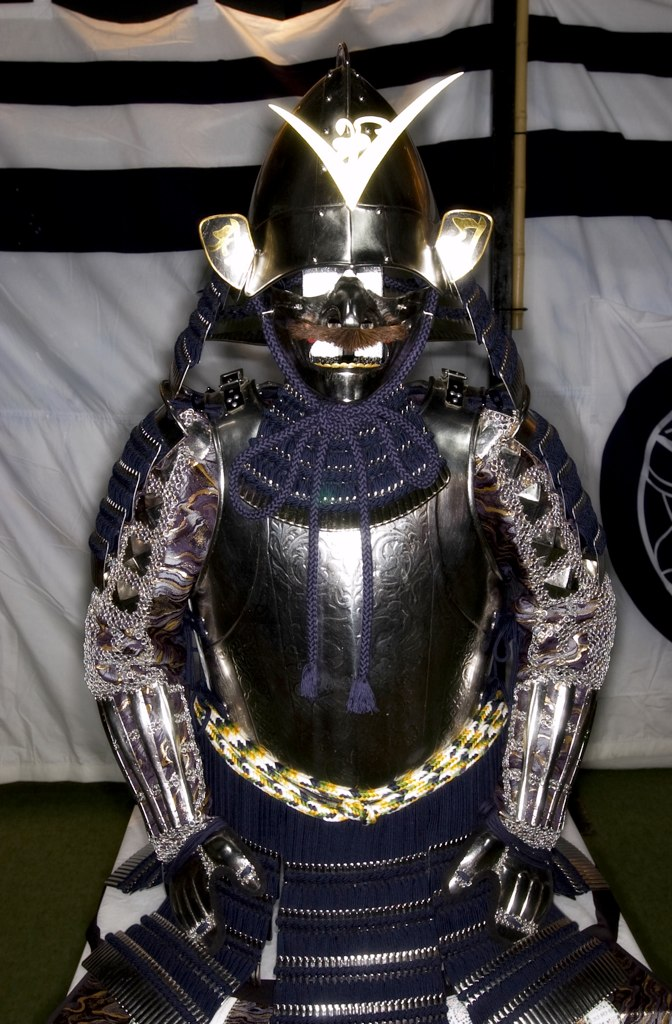
우에스기 겐신의 남만동구족(현대의 복원품)